# پیتر گرومیت
پیتر گرومیت (انگلیسی: Peter Grummitt؛ زادهٔ ۱۹ اوت ۱۹۴۲) بازیکن فوتبال اهل بریتانیا است.
از باشگاه‌هایی که در آن بازی کرده‌است می‌توان به باشگاه فوتبال شفیلد ونزدی، باشگاه فوتبال ناتینگهام فارست، باشگاه فوتبال برایتون اند هوو آلبیون، و باشگاه فوتبال وورتینگ اشاره کرد.
وی همچنین در تیم ملی فوتبال زیر ۲۱ سال انگلستان بازی کرده‌است.